# Ghoutia Karchouni
Ghoutia Karchouni (Lione, 29 maggio 1995) è una calciatrice algerina con cittadinanza francese, centrocampista del Servette Chênois e della nazionale algerina.
Ha indossato la maglia delle giovanili della nazionale francese, laureandosi campione del mondo con la formazione under 17 all'edizione di Azerbaigian 2012 e campionessa d'Europa con l'under 19 a Galles 2013.

## Carriera

### Club
Karchouni inizia l'attività agonistica in giovane età, tesserandosi nel 2002 con il Pusignan, società dell'omonimo piccolo centro abitato del dipartimento del Rodano, nella regione Alvernia-Rodano-Alpi, rimanendovi fino al 2004, anno in cui si trasferisce al Saint-Priest, giocando nelle sue formazioni giovanili miste dall'età di 9 anni.
Giunta ai 15 anni, per continuare l'attività deve giocare in una formazione interamente femminile, decidendo di trasferirsi all'Olympique Lione. Qui, nella sua formazione Under-19, disputa il Challenge National Élite, il campionato giovanile di categoria gestito dalla Federcalcio francese, per tre stagioni consecutive, maturando complessivamente 39 presenze e realizzando 22 reti e disputando la finale, poi persa 1-0 con le avversarie e detentrici del titolo del Montpellier, dell'edizione 2012-2013.
Nell'estate 2013 si trasferisce al Paris Saint-Germain dove alla sua prima stagione, per la sua ancora giovane età viene schierata sia nella formazione U-19 che in prima squadra. Alla guida del tecnico Farid Benstiti fa il suo esordio con la nuova maglia il 9 ottobre 2013, esordio assoluto anche in UEFA Women's Champions League, schierata titolare in occasione dell'andata dei sedicesimi di finale dell'edizione 2013-2014 con le campionesse di Svezia del Tyresö FF, incontro in trasferta terminato 2-1 per le padrone di casa, mentre in campionato, esordio in Division 1 Féminine, tre giorni più tardi, nella vittoria interna per 3-0 sull'Arras alla 6ª giornata.

### Nazionale
Dopo aver compiuto la trafila delle selezioni giovanili francesi, nel 2023 accetta la convocazione della nazionale algerina.

## Statistiche

### Presenze e reti nei club
Statistiche aggiornate al 9 marzo 2025.
| Stagione        | Squadra             | Campionato      | Campionato | Campionato | Coppe nazionali | Coppe nazionali | Coppe nazionali | Coppe continentali | Coppe continentali | Coppe continentali | Altre coppe | Altre coppe | Altre coppe | Totale | Totale |
| Stagione        | Squadra             | Comp            | Pres       | Reti       | Comp            | Pres            | Reti            | Comp               | Pres               | Reti               | Comp        | Pres        | Reti        | Pres   | Reti   |
| --------------- | ------------------- | --------------- | ---------- | ---------- | --------------- | --------------- | --------------- | ------------------ | ------------------ | ------------------ | ----------- | ----------- | ----------- | ------ | ------ |
| 2013-2014       | Paris Saint-Germain | D1              | 6          | 0          | CF              | -               | -               | UWCL               | 1                  | 0                  |             | -           | -           | 7      | 0      |
| 2014-2015       | Paris Saint-Germain | D1              | -          | -          | CF              | -               | -               | UWCL               | -                  | -                  |             | -           | -           | -      | -      |
| 2015-2016       | Paris Saint-Germain | D1              | 9          | 0          | CF              | 3               | 0               | UWCL               | 2                  | 0                  |             | -           | -           | 14     | 0      |
| Totale Paris SG | Totale Paris SG     | Totale Paris SG | 15         | 0          |                 | 3               | 0               |                    | 3                  | 0                  |             | -           | -           | 21     | 0      |
| 2016-2017       | Bordeaux            | D1              | 10         | 1          | CF              | 1               | 0               |                    | -                  | -                  |             | -           | -           | 11     | 1      |
| 2017-2018       | Bordeaux            | D1              | 18         | 1          | CF              | 2               | 0               |                    | -                  | -                  |             | -           | -           | 20     | 1      |
| 2018-2019       | Bordeaux            | D1              | 18         | 0          | CF              | 1               | 0               |                    | -                  | -                  |             | -           | -           | 19     | 0      |
| 2019-2020       | Bordeaux            | D1              | 15         | 1          | CF              | 3               | 0               |                    | -                  | -                  |             | -           | -           | 18     | 1      |
| 2020-2021       | Bordeaux            | D1              | 18         | 3          | CF              | 1               | 0               |                    | -                  | -                  |             | -           | -           | 19     | 3      |
| Totale Bordeaux | Totale Bordeaux     | Totale Bordeaux | 79         | 6          |                 | 8               | 0               |                    | -                  | -                  |             | -           | -           | 87     | 6      |
| 2021-2022       | Inter               | A               | 19         | 6          | CI              | 3               | 1               |                    | -                  | -                  |             | -           | -           | 22     | 7      |
| 2022-2023       | Inter               | A               | 24         | 6          | CI              | 4               | 0               |                    | -                  | -                  |             | -           | -           | 28     | 6      |
| 2023-2024       | Inter               | A               | 10         | 1          | CI              | 1               | 0               |                    | -                  | -                  |             | -           | -           | 11     | 1      |
| 2024-2025       | Inter               | A               | 9          | 1          | CI              | 2               | 1               |                    | -                  | -                  |             | -           | -           | 11     | 2      |
| Totale Inter    | Totale Inter        | Totale Inter    | 62         | 14         |                 | 10              | 2               |                    | -                  | -                  |             | -           | -           | 72     | 16     |
| 2025-2026       | Servette Chênois    | WSL             | -          | -          | CS              | -               | -               | -                  | -                  | -                  | -           | -           | -           | -      | -      |
| Totale carriera | Totale carriera     | Totale carriera | 156        | 20         |                 | 21              | 2               |                    | 3                  | 0                  |             | -           | -           | 180    | 22     |

## Palmarès

### Nazionale
- Campionato d'Europa under 17: 1

2012
- Campionato d'Europa under 19: 1

2013